# Eldorado do Carajás
Eldorado do Carajás é um município brasileiro do estado do Pará. Localiza-se a uma latitude 06º06'15" sul e a uma longitude 49º21'19" oeste, estando a uma altitude de 140 metros. Sua população estimada em 2020 era de 33.940 habitantes.
O município é lembrado pelo massacre que ocorreu em 1996, quando 19 sem-terra foram assassinados por tropas da Polícia Militar do Estado do Pará.

## Etimologia
O nome Eldorado foi escolhido por representar o ciclo econômico mineral que a região onde está o município vivencia desde os primeiros anos de sua formação. Se relaciona com a antiga lenda narrada pelos índios aos espanhóis na época da colonização das Américas. Falava de uma cidade cujas construções seriam todas feitas de ouro maciço e cujos tesouros existiriam em quantidades inimagináveis. O imaginário popular dos primeiros habitantes de Eldorado do Carajás refletia a busca pela "cidade perdida" pelas "montanhas de ouro". O termo Eldorado (El Dorado em castelhano) significa "O homem dourado".
O complemento ao primeiro nome, "Carajás", existe em função da proximidade do município com o grande complexo geológico regional: a Serra dos Carajás. A influência dos projetos mineralógicos desenvolvidos no maciço da Serra dos Carajás acabou se encerrando no próprio nome do município. O termo Carajás (Karajá em Jê), "Kara" brilhante e "Já" céu, significa basicamente "estrela".

## História
Eldorado do Carajás, assim como praticamente todos os município da região Sul do Pará, teve sua origem ligada aos grandes projetos minerais. Desde o início da década de 1970 a região de Eldorado vivencia o Projeto Grande Carajás que previu desde a instalação de uma infraestrutura para extração do minério da Província Mineral do Carajás, a alojamento do pessoal, condições logísticas, indústrias de beneficiamento mineral, matriz energética, infraestrutura urbana e comercial, e cadeia produtiva local para abastecimento do projeto. Eldorado portanto, se inseria nesta última categoria do projeto, pois além de cumprir com um dos grandes objetivos do governo militar que era "promover a ocupação de vazios demográficos", também permitia a instalação de uma colonização de caráter agrícola que viria resolver dois problemas cruciais: migração da mão-de-obra e a produção local. Portanto a colonização da Gleba Abaeté oferecia todas as condições para que pudesse ser realizada com êxito.

### Primeiros anos e colonização

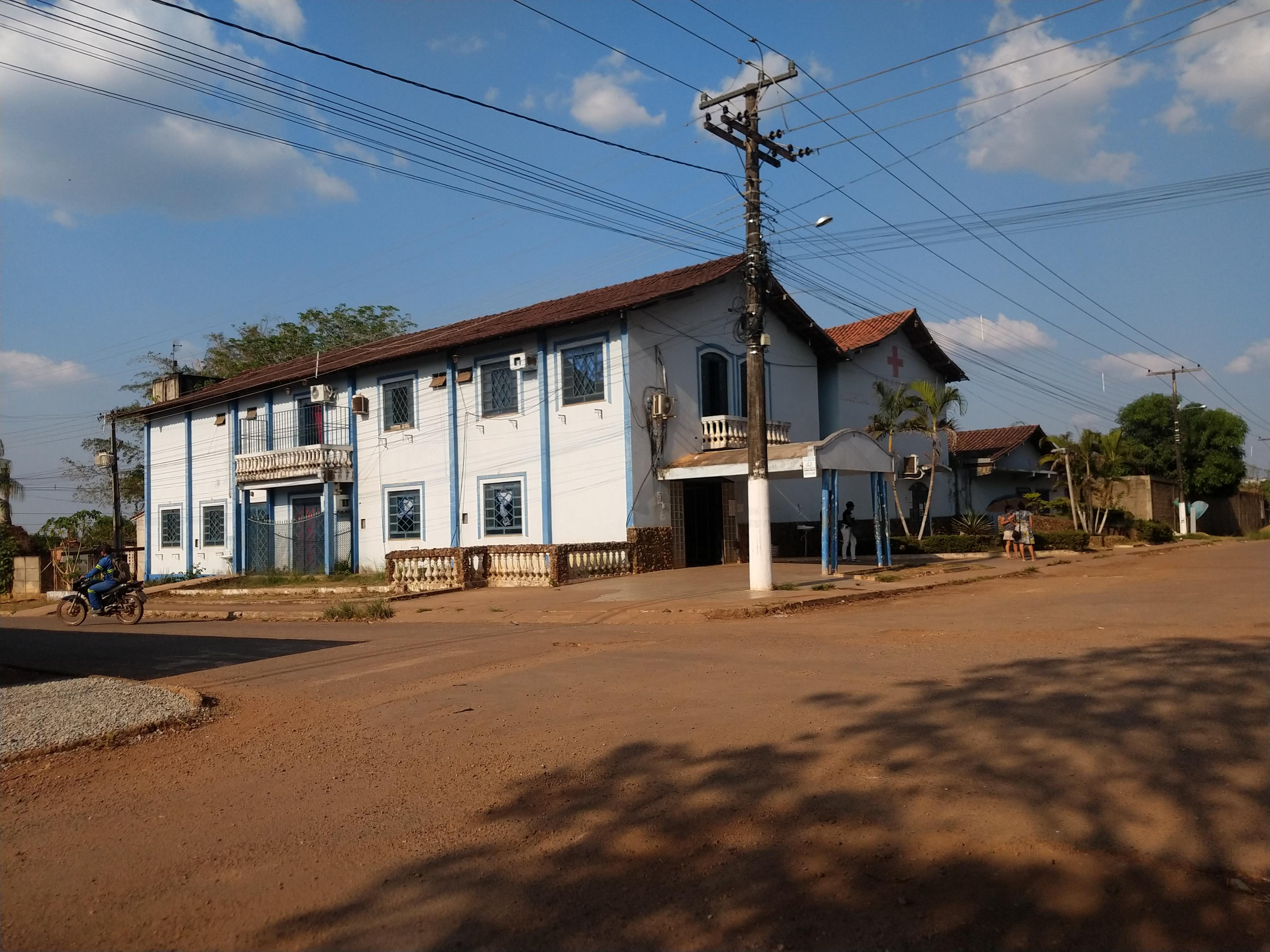
O imponente edifício do Hospital Municipal de Eldorado do Carajás, em 2020.

Eldorado do Carajás originou-se de um empreendimento particular, a Fazenda/Gleba Abaeté, de propriedade de Geraldo Mendonça. O empreendimento foi implantado dentro das terras do município de Marabá. Os primeiros colonos da Gleba Abaeté foram Manoel Alves da Costa que se instalou no local em 2 de maio de 1980, logo depois chegando José Leandro e Cícero Tiago da Silva, todos com suas respectivas famílias. Outros colonos chegaram ao local atraídos pela implantação do Projeto Grande Carajás e, posteriormente, pelo advento do garimpo de Serra Pelada. O somatório desses fatores e o consequente desenvolvimento que eles trouxeram para o empreendimento, contribuíram para que ele se transformasse numa das localidades mais importantes do município de Marabá, passando a ser conhecida já com o nome de Eldorado do Carajás.
Conforme novos colonos chegavam, a importância da localidade de Eldorado do Carajás crescia. Em 1987 Eldorado foi elevado a categoria de distrito do município de Marabá, que permitiu a instalação de uma subprefeitura em 1989 já como município de Curionópolis. Neste período também ocorreu o primeiro grande boom populacional local, graças principalmente ao florescer das atividades de extração madeireira e criação de bovinos para corte e leite.
Neste período também os casos de violência rural e urbana já afloravam. Um caso desta natureza ocorreu em 14 de abril de 1985, quando a religiosa católica Irmã Adelaide Molinari foi assassinada por pistoleiros por engano no Terminal Rodoviário de Eldorado do Carajás, enquanto aguardava o ônibus para retornar ao seu local de trabalho em Curionópolis. O alvo era Arnaldo Dolcídio Ferreira, delegado do Sindicato dos Trabalhadores Rurais de Marabá, que conversava com a Irmã Molinari no momento do crime. Ferreira foi assassinado por pistoleiros, em 1992, também em Eldorado.

### Emancipação
Quando Marabá teve sua área territorial desmembrada para constituir o município de Curionópolis, segundo a Lei nº 5.444, de 10 de maio de 1988, havia uma expectativa e interesse muito grande da população local que a sede do novo município fosse instalada em Eldorado do Carajás. Por razões técnicas diversas Eldorado perdeu o pleito para Curionópolis, pois a urbe adversária se encontrava melhor assistida de infraestrutura e estava geograficamente mais ao centro do município e próxima das áreas mineradoras.
A primeira mobilização popular para emancipação de Eldorado culminou com a elaboração de um abaixo-assinado pela impugnação do desmembramento de Curionópolis, uma vez que também havia demandas contra a desvinculação da localidade de Eldorado daquele município, caso o primeiro viesse a ganhar autonomia municipal.
Os trâmites legais para a emancipação de Eldorado do Carajás iniciaram-se no dia 18 de março de 1987, pelo ofício 05/87, do deputado Giovanni Queiroz ao presidente da Assembleia Legislativa, deputado Mariuadir Santos, encaminhando o abaixo-assinado dos eleitores residentes e domiciliados no então povoado de Eldorado, requerendo a instalação do processo de emancipação político-administrativa.
Cumpridas as formalidades legais, o TRE-PA fixou a data do plebiscito, que foi realizado no dia 28 de abril de 1991, oportunidade em que a população se manifestou favorável ao desmembramento da localidade de Eldorado do município de Curionópolis. Do total de 1.415 eleitores que compareceram ao pleito eleitoral, 1.323 votaram sim e 30 votaram não, além de 58 votos em branco e 4 nulos. Pela Lei nº 5.687, estatuída pela Assembleia Legislativa do Estado do Pará e sancionada pelo Governador Jader Barbalho, no dia 13 de dezembro de 1991, foi criado o município de Eldorado do Carajás, com área desmembrada do município de Curionópolis.

### Massacre e desdobramentos

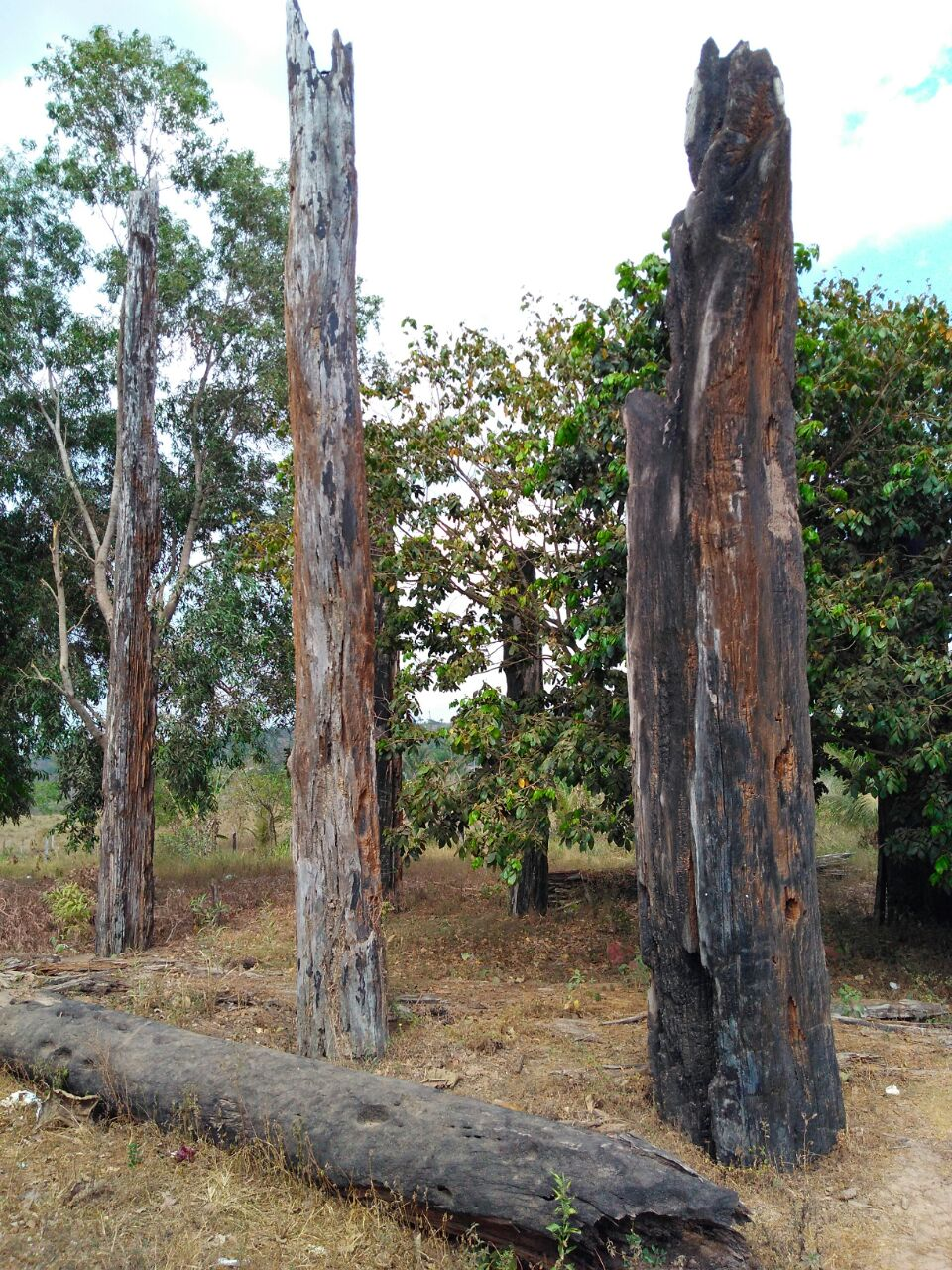
Vista parcial do Monumento das Castanheiras Mortas, em 2017.

Em 17 de abril de 1996, em meio ás tensões agrárias desencadeadas pelo coordenação desordenada do processo de reforma agrária pelo Estado brasileiro e pela concentração de terras e riqueza nas mãos de poucos (formação de grandes latifúndios) no sudeste do Pará, aconteceu o fato mais inglório da história de Eldorado.
Após o bloqueio da rodovia PA-150 (hoje trecho da BR-155), em protesto contra o processo de reintegração de posse de uma propriedade localizada próximo ao trecho rodoviário conhecido como "curva-do-S", 19 Trabalhadores Rurais Sem-Terra foram mortos em confronto com a polícia, após ordem de uso de força dada pelo governador do estado do Pará, Almir Gabriel. Desde o acontecido, o nome do município é sempre lembrado pela luta pela posse de terra e reforma agrária no mundo.
O principal desdobramento do massacre foi o fortalecimento dos projetos de reforma agrária na região, tanto que, já em 1998, as famílias vítimas foram assentadas nas proximidades, formando o projeto agrícola 17 de abril, bem como uma vila de mesmo nome. Em outro aspecto, a produção do campesinato e da agricultura familiar tornaram-se importantes sustentáculos econômicos de Eldorado. Entretanto a luta pela reforma agrária não deixou de existir, assim como as enormes tensões.
No local do massacre foi erguido o Monumento das Castanheiras Mortas, em 17 de abril de 1999, por concepção do dramaturgo anglo-brasileiro Dan Baron Cohen, contando com a colaboração de trabalhadores sem terra do próprio município.

### Década de 2000 -presente
A partir da década de 2000 o município passou a sofrer com denúncias de corrupção envolvendo a administração municipal, pautando principalmente desvios de recursos da educação, do desenvolvimento agrário, do esporte e de assistência social. Como resultado houve inclusive o afastamento do então prefeito Domiciano Bezerra Soares Barbosa. Já em 2011 foi o então prefeito Genival Diniz Gonçalves afastado por abuso de poder econômico.
Em 2011 uma mega-operação do Instituto Brasileiro do Meio Ambiente e dos Recursos Naturais Renováveis (Ibama) fechou três serrarias do município e desmantelou a cadeia econômica da exploração madeireira.
Em 2017 fortes chuvas deixaram o município incomunicável com algumas partes do território nacional, desabrigando também muitas famílias residentes na sede municipal, que tinham casas nas proximidades do rio Vermelho.

## Geografia

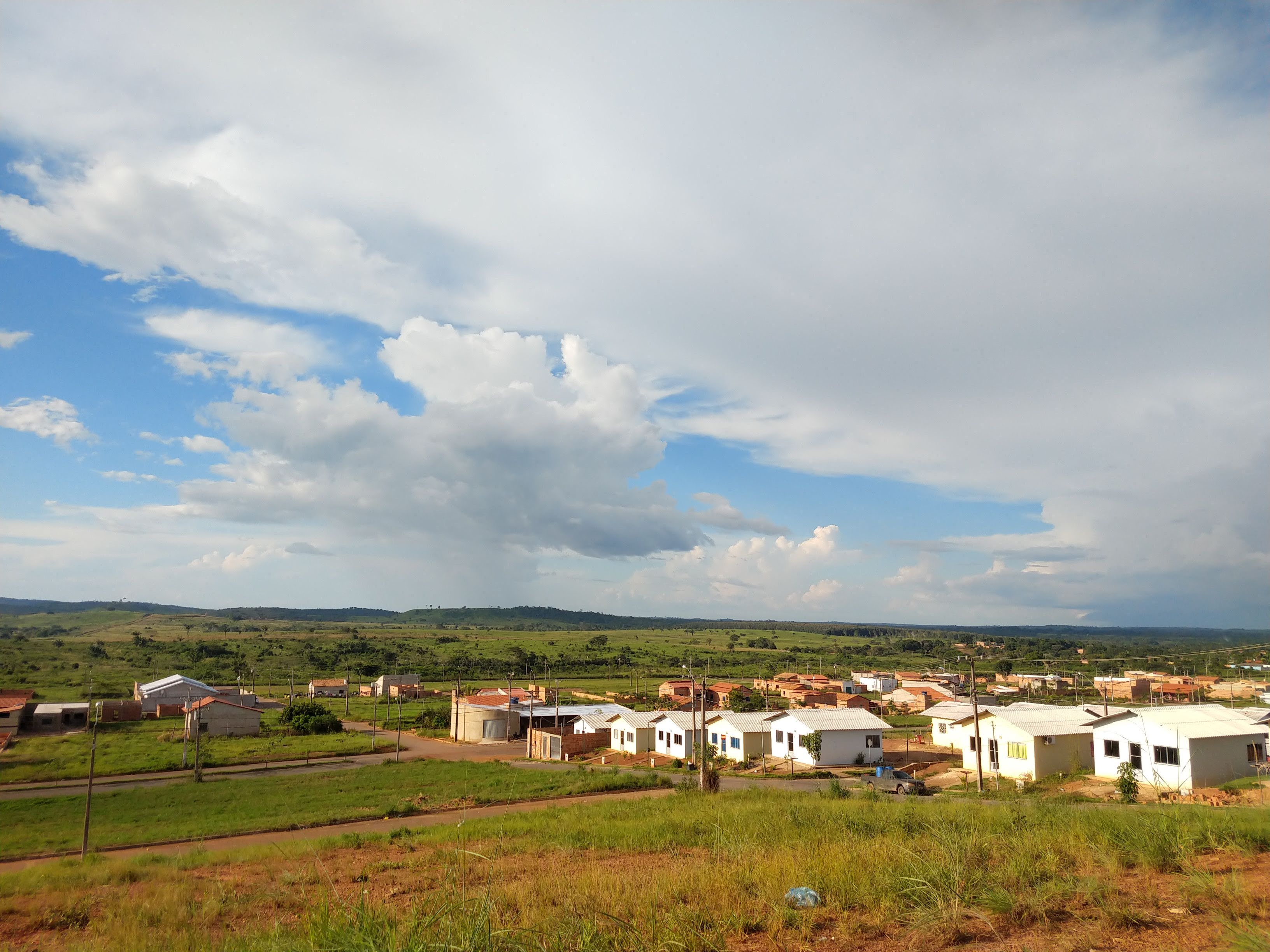
Em primeiro plano as casas populares do bairro Jardim Eldorado e oem segundo plano a área rural do município, em 2021.

O município de Eldorado do Carajás, localizado na mesorregião do Sudeste Paraense e na Microrregião de Parauapebas, teve sua área desmembrada do município de Curionópolis, pela lei estadual nº5.687, de 13 de dezembro de 1991.
Possui uma área territorial de 2.956,708 km² e uma população estimada em 32.780 segundo o IBGE/2016, o que lhe confere uma densidade demográfica de 10,86 hab/km².
Limita-se ao norte com o município de Marabá, ao sul com o município de Xinguara, a leste com os municípios de São Geraldo do Araguaia e Piçarra, e a oeste com o município de Curionópolis. Possui as seguintes coordenadas: 06º 06’ 12’’ de latitude sul, e 49º 22’ 18’’ de latitude oeste de Greenwich.
O clima do município está inserido na categoria AS. Possui uma temperatura anual média de 26,3 °C, apresentando média máxima em torno de 32,0 °C e mínima de 22,7 °C. A umidade relativa é elevada, sendo a média real de 78%. O período chuvoso ocorre nitidamente de novembro a maio, e o mais seco de junho a outubro, estando o índice pluviométrico anual em torno de 2.000 mm³.
Os solos predominantes no município são o podzoico vermelho-amarelo, litóficos, cambissolosos e latossolo vermelho-amarelo. Ocorrem ainda solos litóficos e afloramentos rochosos em associação. O relevo mostra-se relativamente movimentado, com a presença de chapadas em áreas sedimentares, pediplanos em áreas cristalinas, baixos terraços e várzeas.
A vegetação é formada por floresta densa em relevo aplanado e em relevo acidentado, floresta aberta mista e floresta aberta latifoliada. Nas áreas desmatadas foram plantadas pastagens destinadas a atividade pecuária, e ao longo das margens dos rios e ribeirões encontram-se pequenas faixas de floresta de galeria.
Destacam-se na hidrografia do município os médios cursos dos rios Vermelho e Sororó, considerados afluentes dos Itacauinas pela margem direita.

### Subdivisões
A sede municipal é subdividida em duas porções principais: km 100, porção da cidade que aglomerou-se ao longo do entrocamento da BR-155, e; o km 02, que foi construído numa área de planície segura contra alagamentos, no km 02 da PA-275.
O município está subdividido em três distritos:
- Distrito Sede: composto basicamente pela cidade de Eldorado, com suas duas porções km 02 e km 100;
- Distrito 17 de Abril: assentado na vila homônima, e;
- Distrito Tancredo Neves: assentado na vila homônima, também conhecida como km 72.

Outras povoações significativas do município são as vilas Castanheira, Lourival Santana (Peruano), São Francisco, Bamerindus, Gravatá, Gameleira e Betel (Vila das Bananas).